# 哈里斯堡 (加利福尼亞州因約縣)
哈里斯堡（英語：Harrisburg）是位於美國加利福尼亞州因約縣的一個非建制地區。該地的面積和人口皆未知。

## 地理
哈里斯堡的座標為36°21′50″N 117°06′41″W / 36.36389°N 117.11139°W，而該地的平均海拔高度為1520米（即4987英尺）。